# Antliarhis
Antliarhis är ett släkte av skalbaggar. Antliarhis ingår i familjen Brentidae.
Kladogram enligt Catalogue of Life:
| Antliarhis | \| \| Antliarhis haustellata \| \| \| \| \| \| Antliarhis haustellatus \| \| \| \| |
|            | \| \| Antliarhis haustellata \| \| \| \| \| \| Antliarhis haustellatus \| \| \| \| |
|            | Antliarhis haustellata                                                             |
|            |                                                                                    |
|            | Antliarhis haustellatus                                                            |
|            |                                                                                    |